# Tjuvholmen (Färnebofjärden)
Tjuvholmen är en holme i Färnebofjärden där fyra län möts. Holmen är uppdelad mellan kommunerna Avesta i Dalarnas län, Sandviken i Gävleborgs län, Heby i Uppsala län samt Sala i Västmanlands län. Här möts samtidigt fyra socknar, fyra församlingar och fyra distrikt. Tack vare holmens unika läge har den därför kunnat betraktas som ett juridiskt ingenmansland. Ingen annanstans i Sverige möts fyra län på detta sätt.

## Geografi
På Tjuvholmen möts de tre landskapen Dalarna, Gästrikland och Västmanland men dock inte Uppland. Detta beror på att den historiska gränsen mellan Gästrikland och Uppland går något längre söderut än motsvarande länsgräns och istället möter Västmanland söder om Färnebofjärden. Den del av Uppsala län som når fram till Tjuvholmen ligger därför i landskapet Gästrikland.

## Historia
Ön Tjuvholmen skall enligt traditionen tidigare hetat Strömholmen. Holmen bestämdes som mötet mellan de tre landskapen Dalarna, Gästrikland och Västmanland och gränsen markerades, enligt berättelsen, med tre ringar runt eller i ett träd. I en version löddes de runt en ek, i en annan hängdes de upp i en tall. Ringarna ska ha varit av koppar från Dalarna, järn från Gästrikland och silver från Västmanland. Efter att någon rott ut till ön och huggit ner eken, alternativt tagit ringarna från tallen, fick holmen namnet Tjuvholmen.
Troligen är dock härledningen fel, och redan i de äldsta kända dokumenten kallas ön Tjuvholmen. I samband med den äldsta bevarade gränsregleringen mellan Tiundaland och Gästrikland 1314 omnämns ingen gränssten på Tjuvholmen. Den reglerade gränsen sträckte sig dock endast fram till "Lonaghnyws wdh" (Långanäs udd) sydost om Tjuvholmen. I samband med en tvist 1500 mellan Nora och Österfärneboborna om rätta gränsen mellan socknarna omtalas dock ett gränsröse på Tjuvholmen (Tiufwaholm) som godkändes av båda parter. En sydlig gräns från Tjuvholmen ungefär motsvarande dagens gräns mellan Västmanland och Uppland godkändes som ägogräns för byarna i Österfärnebo, medan en nordligare som motsvarar gränsen mellan Gästrikland och Uppland fastställdes som häradsgräns.
I en ny rannsakning 1504 fastställdes 1500 års beslut men nya rannsakningar 1508 och 1509 dömde till Österfärnebobornas fördel. Dagens gräns är dock delvis en kompromiss mellan dessa anspråk.
På en karta från 1669 i samband med gränstvist kallas holmen Ringholmen.